# DVD Shrink
DVD Shrink（ディーブイディー シュリンク）はDVD-Videoの作成を容易にするフリーウェアである。Windows上で動作する。
DVDのリッピング、ディスクイメージの加工、ディスクイメージのデータ圧縮、（ディスクライティングソフトであるNeroやCD Burner XPまたはDVDリッピングソフト・DVD DecrypterのISOイメージライティング機能を用いることによる）ディスクイメージのライティングの4工程で用いることができ、DVDをバックアップする際のオールインワンソフトとして設計されている。
開発は事実上終了しており、作者は現在Nero AGのNero Recodeの開発を行っている。また、開発が終了しているため、DVDの最新タイトルをリッピングした場合、エラーとなるケースもある。

## 機能
リッピング機能
Content Scramble System (CSS) 解除機能を実装しており、CSSによる暗号化をデコードした上でディスクイメージを抽出できる。
ディスクイメージの加工
他のリッピングソフトで抽出されたり自作したりした、ISOイメージ・DVDディスクイメージも用いることができる。ユーザ操作禁止項目（PUO）の除去機能やリージョンコードの変更ツールも実装されている。また、GUIを用いて、メニュー画面の削除、特定の字幕や音声の削除、特定の動画の静止画置き換えも行える。
オーサリング機能
Windows統合なGUI操作によって、自作DVDを作れる。VOBファイルを用いたオーサリングのみ。DVDをバックアップする際の補助的な機能として付加されている。DVDをバックアップする際、バックアップ目的のDVDが2層構造の場合、通常の1層メディアへのバックアップは何らかの加工をしないと達成できない。
ディスクイメージの圧縮
圧縮率を設定することもできる。音声の圧縮機能はないが、前述の編集機能を用いて複数の音声トラックを収録しているタイトルから不要なトラックを削除することはできる。
ディスクイメージのライティング機能
DVD Shrink単体での使用は不可能であり、DVD DecrypterやNeroなどの他のソフトを用いる必要がある。また、DVD Decrypterを用いる場合は、前節説明での圧縮の際、圧縮後のイメージをISOイメージに指定しなければならず、また中間ファイルとしてISOイメージを作るため、その分の空き領域をハードディスクドライブ内に確保していなければならない。ディスクイメージの圧縮機能を用いる際に、圧縮後自動的に行う様に指定する事もできる。

## 著作権法違反幇助事件
日本においては、「DVD Shrink 日本語版」と称するソフトをインターネット上のウェブサイトにアップロードしていた者が著作権法違反で検挙され、また同ウェブサイトにリンクを張っていた出版社の従業員らが著作権法違反の幇助で検挙された。リッピングソフトへのリンク行為が著作権法違反の幇助で検挙されたのは初である。
日本では、2012年6月20日に、DVDなどに用いられる「CSS」などの暗号型技術を、著作権法上の対象となる「技術的保護手段」に追加するDVDのリッピングの違法化を盛り込んだ著作権改正法案が可決された。これに伴い、CSS等の保護技術を回避してのDVDのリッピングは私的複製の対象外となり違法行為となる。CSSを回避するプログラム・装置を提供することについても規制され、刑罰の対象となる。